# لاتین ایرپلی
لاتین ایرپلی (انگلیسی: Latin Airplay) یک جدول موسیقی است که به‌صورت هفتگی توسط مجلهٔ بیلبورد در ایالات متحده منتشر می‌شود. این جدول در ۲۰ اکتبر ۲۰۱۲ راه‌اندازی شد.
این جدول ۵۰ ترانه با بالاترین آمار پخش در ایستگاه‌های رادیویی اسپانیایی‌زبان در سراسر ایالات متحده را که توسط سامانه‌های دادهٔ پخش نیلسن (بی‌دی‌اس) بر اساس رتبه‌بندی نیلسن برای هر ایستگاه تحت نظارت است، فهرست می‌کند. این جدول مبتنی بر شیوهٔ سابق جدول ترانه‌های داغ لاتین تا ۲۰ اکتبر ۲۰۱۲ است که پس از آن برای رتبه‌بندی بهترین ترانه‌های اسپانیایی‌زبان بر اساس پخش جاری، دانلودهای دیجیتال و ایرپلی از همهٔ ایستگاه‌های رادیویی در ایالات متحده، اصلاح شد. اگرچه لاتین ایرپلی در ۲۰ اکتبر ۲۰۱۲ راه‌اندازی شد، اما به‌طور عطف به ماسبق شامل ترانه‌هایی می‌شود که از زمان انتشار جدول ترانه‌های داغ لاتین به تاریخ ۱۲ نوامبر ۱۹۹۴، زمانی که بیلبورد شروع به ادغام روش نیلسن بی‌دی‌اس در روش گردآوری جدول ترانه‌های داغ لاتین کرد، در این جدول قرار گرفته‌اند. برخلاف جدول ترانه‌های داغ لاتین، لاتین ایرپلی نیازی به خوانده‌شدن یک ترانه به زبان اسپانیایی ندارد، بنابراین هر ترانه‌ای واجد شرایط رتبه‌بندی‌شدن در این جدول است.